# 統一アイルランド党
統一アイルランド党（とういつアイルランドとう、愛: Fine Gael）は、アイルランドの政党。

## 概要
アイルランドの自由主義保守政党であり、「Fine Gael」は「ゲール人の家族」といった意味であり、人民党、またはそのまま音訳でフィナ・ゲール、もしくはフィネ・ゲールと呼ばれることもある。
2020年総選挙の結果、アイルランドの国会では第3政党となったが、欧州議会の議員数では最大の政党である。2017年には21,000人が入会していた。
2017年6月2日にエンダ・ケニーに代わり、レオ・バラッカーが党首に選出され、6月14日には首相に就任した。ケニーは2002年から党首、2011年から首相を務めていた。バラッカーは2024年3月に辞意を表明し、後任は同年4月に決定することになった。
統一アイルランド党は、1933年9月8日に親政党であるクマン・ナ・ゲール、ナショナルセンター党、ナショナルガードが合併して誕生した。政党の起源は、アイルランド独立戦争とそれに続くアイルランド内戦の際の英愛条約賛成派にあり、特にマイケル・コリンズはこの運動の創始者として知られている。
統一アイルランド党は一般的に、伝統的なライバルである共和党よりも経済的自由主義の支持者であると考えられている。1987年のような短期間の少数政権を除けば、統一アイルランド党は、社会民主主義的な中道左派政党である労働党を含む連立政権なしにアイルランドを統治したことはほとんどない。統一アイルランド党は、自らを「進歩的中心の党」と表現し、「ドグマやイデオロギーに関係なく、アイルランドにとって正しい方法で行動する」と定義している。「機会均等、資本主義、安全性、誠実さ、希望」などの中核的価値を挙げている。国際政治では、欧州連合（EU）を強く支持しており、イギリスとの関係強化やアイルランド共和主義の物理的強制に反対することを概ね支持している。党の青年翼「青年統一アイルランド党」は1977年に結成され、約4,000人の党員を擁している。統一アイルランド党は欧州人民党の創設党でもある。
2011年から2016年までは労働党との連立政権、2016年から2020年までは無所属議員（TD）とともに少数派政権であった統一アイルランド党は、現在、伝統的なライバルである共和党、緑の党との歴史的な連立政権の一部を形成しており、レオ・バラッカーが副首相を務めている。

## 党史
以下は、政府への参加と改憲のための国民投票案に対する立場を時系列で示したものである。

### 1930年代から1950年代

結党時に制定された党旗

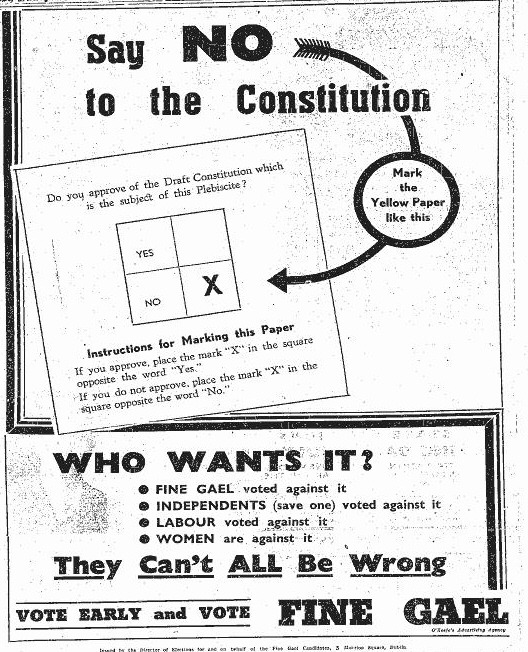
新憲法案に反対票を投じるべきだと訴えた1937年の党のポスター

統一アイルランド党は、1933年にクマン・ナ・ゲールと2つの小さなグループ、国民中央党と国民防衛軍（ブルーシャツとして知られている）との合併により結成された。1937年に共和党が提案した新憲法の採択に反対するキャンペーンを展開し、国民投票では56.5%の賛成票で採択された。
1948年から1951年にかけて、労働党、クラン・ナ・ポブラフタ、クラン・ナ・タルヴァン、国民労働党を含むアイルランド初の連立政権の一部を形成した。1954年から1957年にかけて、労働党、クラン・ナ・タルヴァンとの3党連立政権となった。
1959年に小選挙区制の比例代表制を廃止する憲法改正案（単記移譲式投票）に反対し、国民投票で無投票を主張したが、改正案は有権者によって否決された。

### 1960年代から1970年代
1968年には、憲法改正に関する2つの提案に反対し、両方の提案に投票しないことを提唱している。ひとつが有権者によって否決された農村部に有利な一票の格差の拡大を認める提案であった。また、比例代表制を廃止するための憲法改正案が提案されたが、有権者の間では1959年よりもかなり大きな差で否決された。
1972年の欧州共同体に参加するための国民投票で、統一アイルランド党は賛成しており、有権者はこの提案を国民投票で承認した。
1973年、アイルランドを世俗国家にするために、最低投票年齢を21歳から18歳に引き下げる案と、カトリック教会の「特別な立場」を憲法から削除する案の2つの憲法改正案に賛成票を投じるキャンペーンを支援していた。どちらの改正案も、住民投票で有権者の承認を得た。同年から1977年にかけて労働党との連立政権の一部を形成した。
1979年に養子縁組委員会が下した特定の命令が違憲であるという1977年の判決を覆す提案と、上院の投票権を拡大する提案の2つの憲法改正案に賛成票を投じるためのキャンペーンを支持している。どちらの改正案も、住民投票で有権者の承認を得た。

### 1980年代
1981年から1982年3月にかけて労働党との2党の少数派連立政権に参加している。また、同年12月から1987年まで労働党との2大政党連立政権に参加している。
1982年に共和党の少数派政権が憲法上の事実上の中絶禁止を導入するために提出した法案である修正第8条の国民投票については賛否が分かれていた。当時の統一アイルランド党党首ギャレット・フィッツジェラルドが個人的に反対票を唱えていたが、国民投票では修正案が有権者に承認された。
1984年に、住民である非国民にも投票できるように投票権を拡大する憲法改正案の賛成運動を提案し、支援していた。この改憲案は国民投票で有権者の賛成を得た。また、1986年に離婚を合憲化するための憲法改正案への賛成運動を提案し、支援していたが、国民投票で有権者に否決された。翌年には、単一欧州議定書の批准を認める憲法改正案への賛成運動を支持している。この改正案は、国民投票で有権者の賛成を得て成立した。

### 1990年代
1992年に統一アイルランド党は、アイルランドにマーストリヒト条約の批准を認める憲法改正案に賛成票を投じるキャンペーンを支持しており、国民投票で有権者の賛成を得て成立した。
1994年から1997年にかけて、労働党、民主左派との3党連立政権に参加している。
1995年から1997年の間に、3つの憲法改正に賛成する運動を提案し、支援していた。1案目が離婚を合憲化するための1995年の修正案、2案目が自由の身である間に重大な犯罪を犯すと疑われる場合、裁判所が保釈を拒否することを認めることによって、1965年の最高裁判決を覆すための1996年の修正案、3案目が閣議は絶対的機密事項であるとする最高裁判決を覆すための修正案だった。3つの修正案はすべて、それぞれの住民投票で有権者によって承認された。さらに、1998年から1999年にかけてさらなる3つの憲法改正に賛成する運動を提案し、支援していた。1998年にはアムステルダム条約の批准を認める改正、ベルファスト合意の批准を認めるための改正、1999年には地方政府の憲法承認と地方議会の選挙を少なくとも5年ごとに行わなければならないとする改正が提案されていた。いずれも住民投票で有権者によって承認された。

### 2000年代
2001年から2004年の間に、7つの憲法改正案の賛成運動を支持し、1つの憲法改正案に反対した。2001年には、既成の死刑禁止法を憲法に拡大する改正、国際刑事裁判所規約の批准を認める改正、ニース条約の批准を認める改正の3つの改正のすべてを支持した。2001年に提案された改正案は、ニース条約に関するものを除き、すべて有権者によって承認されたが、2002年に行われた第2回国民投票でニース条約を承認した。2002年に提案されたもうひとつの修正案は、中絶を違憲とすることで中絶禁止の憲法を強化しようというものだったが、反対票を唱えた統一アイルランド党によって反対され、国民投票でも否決された。
2002年に行われた党首選でエンダ・ケニーが統一アイルランド党党首に選出された。
2004年の憲法改正により、アイルランド国籍の無制限な出生地主義法を廃止することを支持しており、この改正は国民投票で有権者に承認された。2008年にはリスボン条約の批准を認める修正案を支持したが、国民投票では否決され、2009年の第2回国民投票ではこの決定を覆してリスボン条約を承認した。

### 2010年代

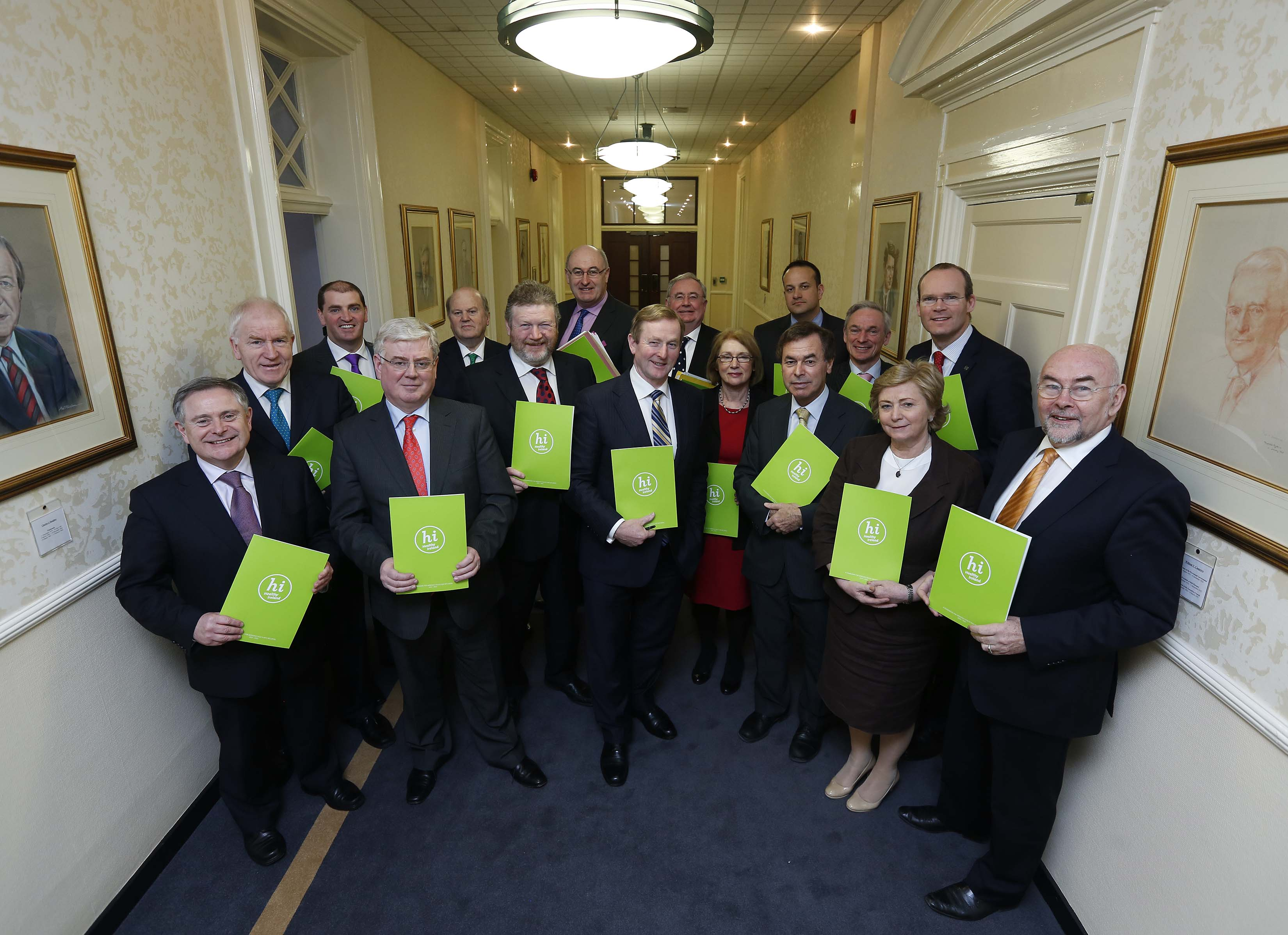
エンダ・ケニー内閣（2013年、第29次内閣）

#### 2011年総選挙
2011年2月25日に行われたアイルランド下院（ドイル・エアラン）総選挙において、それまで最大野党だった統一アイルランド党が76議席を獲得し、結党以来はじめて第一党となった。統一アイルランド党は中道左派の労働党と連立政権を組み、統一アイルランド党党首エンダ・ケニーが第19代アイルランド首相に就任し、内閣を組織した。

#### エンダ・ケニー内閣
発足当時の内閣は、金融危機の後始末と経済再建が主な課題であった。
2015年、同内閣のヌーナン財務相が2016年度予算は2年連続で少額の減税と歳出増加を中心とすることを明らかにした。

#### 2016年総選挙
2016年2月26日に投票が行われたドイル・エアランの選挙では50議席にとどまり、第一党は維持したものの連立与党も過半数割れした。
2017年5月18日、エンダ・ケニー党首が辞任。総選挙で得票率を大きく減らし労働党との連立を解消したことから、ケニー党首は求心力が低下していた。その後6月2日に党首選が行われ、新党首にレオ・バラッカー社会保護相を選出、14日にはバラッカー党首が新首相に就任した。

### 2020年代

#### 2020年総選挙
2020年2月8日執行の総選挙では解散前の47議席から35議席と大きく議席を減らし、第3党に後退した。2020年6月、4か月半に及ぶ連立政権成立についての協議の結果、共和党、統一アイルランド党及び緑の党の三党連立政権が発足。首相は共和党と統一アイルランド党が順に務めることとなり、2022年12月までマーティン共和党党首が首相を務め、その後は統一アイルランド党党首が任期満了（2025年2月）まで首相を務めることになった。2024年総選挙では微増の38議席を獲得したがシン・フェイン党が39議席を獲得したため第3党に甘んじた。

## 思想

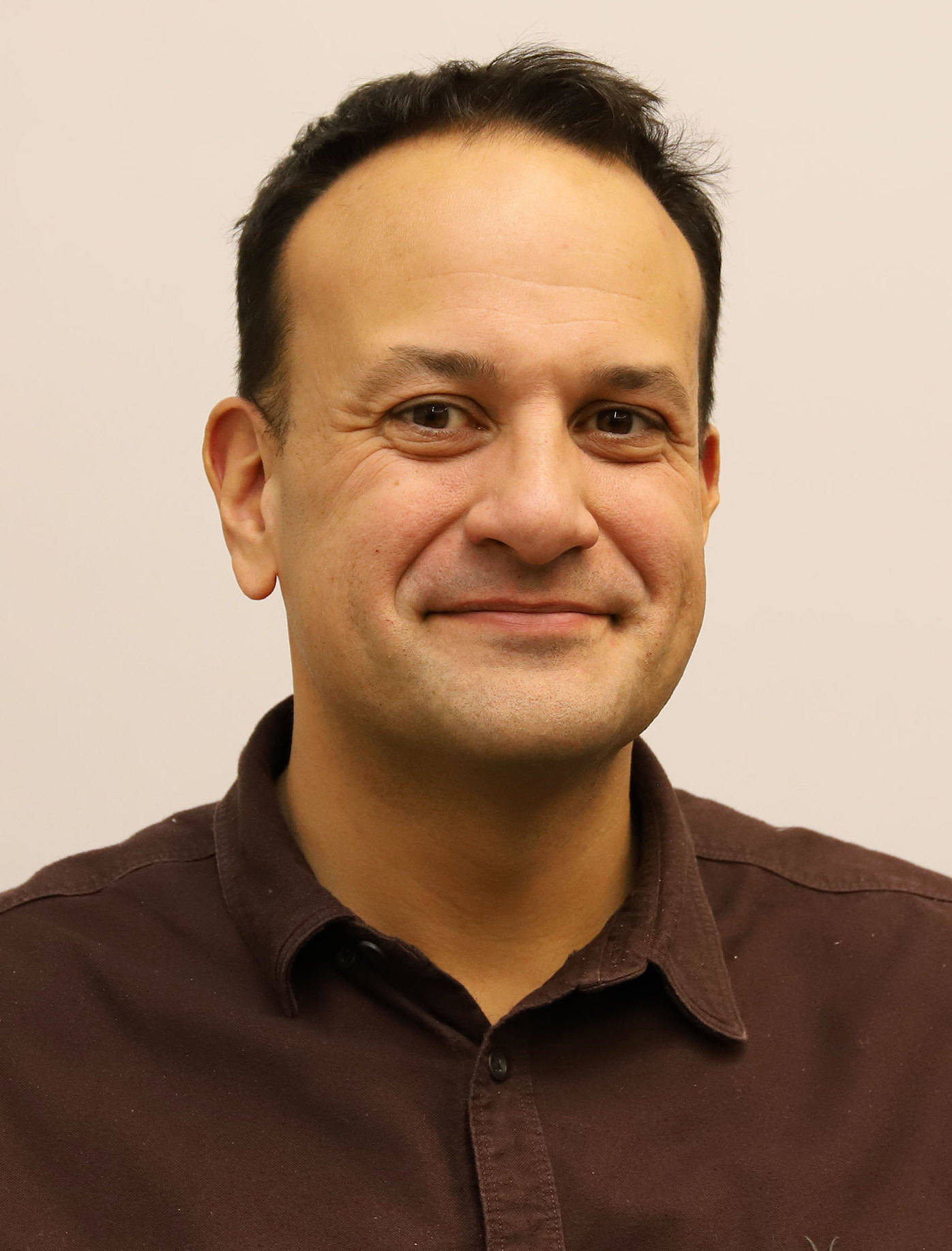
2017年から統一アイルランド党党首となったレオ・バラッカー

中道右派の政党として、統一アイルランド党は自由保守主義、キリスト教民主主義、自由主義、保守、親欧州連合と表現されており、文化保守主義と経済的自由主義の要素を組み合わせた思想的基盤を持っている。

### 社会政策
社会正義と平等の原則に基づいて、1960年代に「Just Society」政策声明を採用した。デクラン・コステロが率いる党の新興の社会民主主義翼によって作成された。この政策声明で表現された思想は、その後の党に大きな影響を与えた。当時のアイルランド社会の保守的なキリスト教的倫理観のために、20世紀のほとんどの期間は伝統的に社会保守主義であったが、党員は社会政策の問題について、社会自由主義、社会民主主義、キリスト教民主主義の影響を様々に受けている。ギャレット・フィッツジェラルドの下では、より社会的に自由主義な、または多元的な翼が目立つようになった。離婚を認める提案は、1986年にフィッツジェラルド政権、1995年にジョン・ブルトン政権の2つの政権によって国民投票で行われ、2回目の試みでは非常に僅差で通過した。

#### LGBT+
2003年から同性カップルのためのシビル・ユニオンを支持し、2010年には「民事パートナーシップ及び同居人の一定の権利義務に関する法律案」に投票し、2012年の年次党大会では、憲法大会で同性婚の検討を優先するという動議を承認した。2013年には党首であり首相でもあるエンダ・ケニーは同性結婚への支持を表明した。統一アイルランド党政権は2015年5月22日にアイルランド憲法修正第34条に関する国民投票を実施し、62％の有権者が支持した。
2015年、結婚の平等を問う国民投票の数カ月前に、レオ・バラッカーはアイルランド政府の大臣として初めて同性愛者であることをカミングアウトした。2019年5月、元ローズ・オブ・トラリー（世界中のアイルランド人コミュニティの間で祝われる国際的なイベント）のマリア・ウォルシュは、2019年欧州議会議員選挙でミッドランズ・ノースウェスト選挙区の統一アイルランド党欧州議会議員に選出され、マイレッド・マクギネス と並んで出馬している。ウォルシュは統一アイルランド党の初の公然としたレズビアンだった。
統一アイルランド党にはLGBT+の部門「統一アイルランド党LGBT」があり、2017年にはレオ・バラッカーがダブリンのプライド・パレードで行進した初の首相となった。

#### 中絶
1983年に国民投票で提出されたアイルランド憲法修正第8条（中絶禁止の憲法導入）に対し、当初は賛成していたものの、その後反対していた。当時の党首であり首相でもあるギャレット・フィッツジェラルドの下では、前政権の下で起草された文言を分析すると、曖昧で多くの解釈が可能であると、司法長官ピーター・サザーランドの助言を得て、反対票を求める運動を展開した。この国民投票の結果、アイルランド憲法修正第8条が制定され、胎児に母親と同等の生存権が与えられた。姿勢は、プロライフ修正キャンペーン（PLAC）やカトリックの司教や、当時最大の政党でありながら野党だった共和党と対立していた。
また、2002年に中絶を認める根拠として自殺を排除することを提案した憲法25条改正案に反対運動を展開していた。アイルランド最高裁判所のX事件判決（自殺の危険性を含め、妊娠によって妊婦の生命が危険にさらされている場合に中絶を受ける権利を確立したアイルランド最高裁判例）では、自殺は修正第8条の根拠として裁定されていた。この修正案は、アイルランドの有権者によって否決された。
2013年には、妊娠中の生命保護法の制定を提案し、支援した。この法律は、アイルランド最高裁のX事件の判決を法律で施行し、自殺の脅威を含む母親の健康ではなく生命に対する現実的で実質的なリスクがある場合に中絶を認めるというものだった。ルシンダ・クレイトン国務大臣を含む5人の国会議員と2人の上院議員は、法案に反対票を投じたことで統一アイルランド党の院内幹事の座を失った。クレイトンは後にレヌア党に参加するために統一アイルランド党を去った。この法律は、様々なプロライフ・グループやカトリックの司教によって批判されたが、世論調査では有権者の大多数に支持され、中絶に関するより自由主義的な法律を見てみたいと多くの人が示していた。
エンダ・ケニー率いる統一アイルランド党少数派政権は2016年の選挙後、無作為に選ばれた市民の会が修正第8条の変更の可能性について報告することを約束し、国民議会の委員会で検討され、その報告書に対して政府は議会の両院での討論会で公式に回答するということで政権を奪取した。統一アイルランド党の国会議員はこの問題で自由投票が約束されていた。レオ・バラッカーは2017年6月14日にエンダ・ケニーの後任として首相に就任し、2018年に中絶に関する国民投票を実施することを約束した。統一アイルランド党議員の中でも特にサイモン・ハリス保健大臣やケイト・オコーネルは、住民投票の前や期間中、選択権賛成派の支持者であった。党内は分裂していたが、統一アイルランド党議員や上院議員、そしてほとんどの議員が憲法修正第8条の廃止に賛成していた。2018年5月25日に憲法修正第8条を廃止するための憲法修正第36条の国民投票が行われ、有権者の66.4％の賛成で可決された。

### 法と秩序の党
アイルランドの政治的スペクトル はヨーロッパの伝統的な左派・右派ではなく、アイルランド内戦線に沿って分かれていたが、統一アイルランド党は一般的に中道右派の政党とされており、法と秩序、企業と報酬、そして「財政的な正しさ」を重視している。内戦における親条約派の子孫として、統一アイルランド党はマイケル・コリンズの伝承に強い親和性を持っている。現在も党のシンボルとして、毎年8月に追悼をしている。

### 経済政策
発足以来、財政的に公正で経済的に政府の干渉を最小限に抑える政党として描かれており、親企業政策を標榜している。その点では、最小限の国家介入、低税、社会支出を信条とする先の親条約政府の路線を踏襲していた。下院（ドイル・エアラン）で新たに選出された政治家は、経済的自由主義を強く支持してきた。特にルシンダ・クレイトン（その後離党）とレオ・バラッカーは、アイルランドの経済危機と失業問題に対する新自由主義的なアプローチを強く支持していると見られている。特にバラッカーは、小規模で土着のビジネスを強く支持しており、小規模企業は政府の資本再構成プログラムの恩恵を受けるべきだと主張している。リチャード・ブルトン前財務報道官の提案は、企業保護の観点から問題にアプローチしていると見られてきた。2011年の公正な予算のウェブサイトでは、その解決策が「厳しいが公正」であることを示唆している。その他の解決策は、インフラへの投資を維持しつつ、公共部門の人員削減に焦点を当てた、欧州全体の保守的な政府の政策に概ね合致している。
統一アイルランド党の提案は時折、アイルランドの小規模な政治グループや労働組合の一部から批判を受けることがあり、党の解決策が労働者の利益よりもビジネスの利益を意識したものであるという考えを提起している。SIPTU（サービス・産業・専門家・技術）労働組合は、アイルランドの経済危機に対応して、エンダ・ケニー首相が全国賃金協約を停止すべきだと主張したことに反対の立場を表明した。しかし、ケニーのコメントは支持を得ており、2008年の世論調査での大幅な上昇はこの結果に起因している。
同党のサイモン・コヴェニーは、アイルランドの半国営企業部門の抜本的な再編成と呼んでいるものを立ち上げた。新経済復興局（New Economy and Recovery Authority; NewERA）と名付けたコヴェニーは、「21世紀の課題に向けてアイルランド経済を再構築する」経済刺激策であると述べている。4年間で182億ユーロのエネルギー・通信・水インフラへの投資を必要とし、アイルランドのエネルギー安全保障とデジタル評判を強化するための手段として推進された。広範な文書で、半国家的な資産の統合管理と、その他の非必要なサービスの売却を提案している。電力会社のESB、ボード・ナ・モナ、ボード・ガシュに属する発電サービスを含む様々な国家資源を売却して株式を放出し、国民年金準備基金の資金を活用することで、統一アイルランド党が提案した国家刺激策の資金源となった。
統一アイルランド党の経済提案に対するコメントは、エディ・ホブスやデビッド・マクウィリアムスを含む一部の経済評論家からは概ね肯定的なものとなっており、これらの評論家は提案がかなりの可能性を秘めていると称賛している。その後、労働党は、統一アイルランド党と広く一致していると見られる政策を打ち出した。

### 憲法改正政策
統一アイルランド党は立憲政党として見られており、党員や公の代表者は常にアイルランド国家の制度的な機関に対して敬意を示している。
ホーガンは、「新しい政治（New Politics）」と題した政策文書の中で、「より小さく、よりダイナミックで応答性の高い政治体制」を持つ国づくりを提案し、下院の規模を20削減し、議会の運営方法を変更し、物議を醸した動きとして、アイルランドの上院（シャナズ・エアラン）を廃止することを提案した。

### 健康政策
アイルランドの医療制度は、保健サービス委員会（Health Service Executive; HSE）によって中央管理されているが、ヨーロッパの他国と比較しても劣悪で、2006年のヨーロッパ・ヘルス・インデックス （Euro Health Consumer Index 2006）によると、25位の順位となっている。
統一アイルランド党は長い間、民間の健康保険制度、公的医療保険証、二層医療制度との決別を望んでおり、制度改革を求めるキャンペーンを開始した。
2009年4月にフェアケア（FairCare）のキャンペーンを立ち上げ、医療サービスを費用のかかる非効果的な取り組みから、義務的な国民皆保険が既存の規定に取って代わる公的な規制システムに改革すると述べた。

### 親欧州主義
統一アイルランド党はアイルランドで最も欧州統合を推進している政党の一つで、欧州憲法やリスボン条約を支持し、欧州共同防衛への参加を提唱している。エンダ・ケニーの下ではアイルランドの中立性に疑問を呈し、ケニーは「アイルランドは中立ではない。ただの非同盟国である」と主張した。党の青年翼である青年統一アイルランド党は、2016年に政府が北大西洋条約機構（NATO）への加盟を申請するよう求める動議を可決した。
政権では、欧州や世界の小国との同盟を発展させる「グローバル・アイルランド」計画を打ち出している。

## 欧州系列
統一アイルランド党は、欧州全域の自由保守主義とキリスト教民主主義の政党で構成される欧州最大の政党である欧州人民党（EPP）の創立メンバーである。統一アイルランド党の欧州議会議員は欧州人民党グループと一緒に座り、議員も欧州評議会議員会議や地域委員会で欧州人民党グループと一緒に座っている。青年統一アイルランド党は、青年欧州人民党に所属している。
統一アイルランド党が中道右派に属していることは、欧州人民党への加盟を通じた欧州との関係から推察される。キリスト教民主主義であることを自認する欧州の政党と一般的に一致している。

## 党首
1. オーエン・オダフィ（英語版） （1933年 – 1934年）
2. ウィリアム・コスグレイヴ （1934年 – 1944年）
3. リチャード・マルケイ（英語版） （1944年 – 1959年）
4. ジェームス・ディロン（英語版）（1959年 – 1965年）
5. リーアム・コスグレイヴ（英語版） （1965年 – 1977年）
6. ギャレット・フィッツジェラルド（英語版） （1977年 – 1987年）
7. アラン・デュークス（英語版） （1987年 – 1990年）
8. ジョン・ブルートン （1990年 – 2001年）
9. マイケル・ヌーナン（英語版） （2001年 – 2002年）
10. エンダ・ケニー （2002年 – 2017年）
11. レオ・バラッカー （2017年 – 2024年）
12. サイモン・ハリス （2024年 – 現職）